# Габон на Светском првенству у атлетици на отвореном 2013.
Габон је учествовао на Светском првенству у атлетици на отвореном 2013. одржаном у Москви од 10. до 18. августа четрнаести пут, односно учествовао је на свим првенствима до данас. Репрезентацију Габона представљало је двоје атлетичара који су се такмичило у трци на 100 метара.,..
На овом првенству Габон није освојио ниједну медаљу. Оборен је један лични рекорд.

## Учесници
| Мушкарци: - Gauthier Okawe — 100 м | Жене: - Руди Занг Милама — 100 м |  |

## Резултати

### Мушкарци
| Атлетичар      | Дисциплина | Лични рекорд | Предтакмичење | Предтакмичење | Квалификације        | Квалификације        | Полуфинале           | Полуфинале           | Финале               | Финале | Детаљи                                       |
| Атлетичар      | Дисциплина | Лични рекорд | Резултат      | Место         | Резултат             | Место                | Резултат             | Место                | Резултат             | Место  | Детаљи                                       |
| -------------- | ---------- | ------------ | ------------- | ------------- | -------------------- | -------------------- | -------------------- | -------------------- | -------------------- | ------ | -------------------------------------------- |
| Gauthier Okawe | 100 м      |              | 11,83 ЛР      | 7 гр 2        | Није се квалификовао | Није се квалификовао | Није се квалификовао | Није се квалификовао | Није се квалификовао | 73/ 75 | Архивирано на веб-сајту (30. септембар 2013) |

### Жене
| Атлетичарка      | Дисциплина | Лични рекорд | Квалификација   | Квалификација   | Полуфинале      | Полуфинале      | Финале          | Финале          | Детаљи |
| Атлетичарка      | Дисциплина | Лични рекорд | Резултат        | Место           | Резултат        | Место           | Резултат        | Место           | Детаљи |
| ---------------- | ---------- | ------------ | --------------- | --------------- | --------------- | --------------- | --------------- | --------------- | ------ |
| Руди Занг Милама | 100 м      | 11,03 НР     | Није стартовала | Није стартовала | Није стартовала | Није стартовала | Није стартовала | Није стартовала |        |